# Shikinen sengu
La cerimonia del shikinen sengu consiste nella ricostruzione periodica, che avviene ogni vent'anni, del Santuario di Ise (Giappone), costruito in legno sacro, al fine di conservarlo sostituendone le parti che altrimenti si deteriorebbero. La cerimonia conserva tuttavia un radicato significato religioso: serve a ricordare ai fedeli che tutto muore e risorge. Questa cerimonia si esegue regolarmente da 1300 anni: l'antico tempio di Ise viene considerato originale, sebbene "rinato".